# Simona Mazăre
Simona Mazăre (* 1. Januar 1995 in Draxini, Gemeinde Bălușeni, Kreis Botoșani) ist eine rumänische Folkloresängerin.

## Leben
Mazăre singt, seit sie 11 Jahre alt ist und nahm in ihrer Jugend an zahlreichen nationalen und internationalen Folklorefestivals teil. Sie besuchte das Gymnasium mit künstlerischem Schwerpunkt „Ștefan Luchian“ in Botoșani und studierte danach Musik an der Nationalen Universität der Künste „George Enescu“ in Iași. Mazăre ist Solistin im Ensemble „Constantin Arvinte“ in Iași und gemeinsam mit Iustinia Irimia und Lorena Dupu Teil der Gesangsformation „Fetele din Botoșani“ (deutsch Mädels aus Botoșani). Ihre Auftritte und Musikproduktionen führten bereits zur Zusammenarbeit mit verschiedenen Orchestern aus Rumänien und der Republik Moldau, darunter mit dem Orchester „Lăutarii“ aus Chișinău, unter der Leitung von Nicolae Botgros. Simona Mazăre legte bereits zahlreiche Musikproduktionen vor, die sie auf ihrem YouTube-Kanal veröffentlicht.